# Georg Fox
Georg Fox (* 12. Juli 1949 in Saarbrücken) ist ein saarländischer Künstler und Schriftsteller im Bereich der Belletristik und Mundartdichtung sowie Schulleiter.

## Leben
Nach dem Abitur besuchte Fox eine pädagogische Hochschule mit den Fächern Deutsch und politische Wissenschaften. Er war bis 2014 Schulleiter der Erich-Kästner-Schule in Heusweiler. Georg Fox ist Mitglied der Bosener Gruppe, einer Mundartautorenvereinigung für rhein- und moselfränkische Regionaldichtung.
Öffentliche Auftritte im Rahmen verschiedener Rundfunksendungen waren beim „Mundartabend auf SR3“, „Frohes Wochenende auf SR3“, Fernsehbeiträge in Südwest 3 (Sendungen „Aktueller Bericht“, „Kulturspiegel“, „Dibbelabbes“ 1998/1999, Kiosk 2002) „Òòmends schbääd“ – Mundart-Feature auf SR3 Saarlandwelle von Oktober 1996 bis Februar 2003 (über 330 Einzelsendungen), Kulturspiegel zum Thema „Heimat“ Nov 2009. Er wirkte in der Sendung von Manuel Andrack „Ich werde Saarländer“ im Februar 2009 mit, bei Manuel Andrack auf dem Hunsrücksteig im Nov 2009, Sellemòòls 2010, SR vor Ort in Püttlingen 2010, Kulturspiegel 2010, sowie beim Aktuellen Bericht des SR Fernsehen, im Portrait zum Lyrik-Preis SR3-Lautsprecher November 2013, als Autorenportrait im März 2017 in der Fernsehsendung Wir im Saarland – „Saarnur“.
Georg Fox malt außerdem Skizzen und Aquarelle und arbeitet im Bereich der Druckgrafik. Er fertigte mehrere Skizzenmappen, Kalenderveröffentlichungen für Kusel, Püttlingen und Saarbrücken. Deren Originale gingen in privaten und öffentlichen Besitz (u. a. auch Stadtverband Saarbrücken). Er ist Träger mehrerer Auszeichnungen in regionalen Malwettbewerben.
Im Jahr 2016 erschien die zweite CD „Òòmends schbääd“ mit in Mundart gesprochenen Gedichten mit eigens dafür geschriebene Songs von Miko Vogelgesang.

## Auszeichnungen
- 1. Preis Literaturwettbewerb des Landkreises Neunkirchen,
- 1. Preis, Sparte Literatur, Volksbank Friedrichsthal
- mehrfach 1. Preis beim saarl. Mundartwettbewerb,
- „Goldener Schnawwel“ des Saarländischen Rundfunks,
- mehrere Auszeichnungen beim Bockenheimer Mundartdichter-Wettstreit (5., 6. und 8. Preis)
- erster Preis Mundart-Wettbewerb Dannstadter Höhe 2006
- Kunstpreis des Stadtverbandes Saarbrücken, verliehen Nov.2006
- Goldenes Ankerkreuz der Stadt Püttlingen für kulturelle Verdienste um seine Heimatstadt, verliehen im August 2008
- Wolfgang A. Windecker-Preis für Lyrik 2013
- Goldener Lautsprecher von SR3, Kategorie Lyrik, Bestes Mundartgedicht 2013
- Silberner Wendalinus-Stein, Kategorie Kurztext, Saarländischer Mundartwettbewerb 2015

## Werke
Monographien
- Köllertaler Skizzen. Verlag Balzert, Püttlingen 1987.
- Zeitzeichen. Don Bosco-Verlag, München 1988.
- Die Flemm (zusammen mit Günter Schmitt), Saarbrücken, Lehnert-Verlag, 1989, 1. u. 2. Auflage, Verflixt und zugenäht, Saarbrücken, Logos-Verlag, 1992
- Bosener Tagebuch. Logos-Verlag, Saarbrücken 1994 (zusammen mit Günter Schmitt)
- Mund-Art, die Kunst der Volkssprache (zusammen mit Günter Schmitt),  Saarbrücken, Logos-Verlag. 1993 Mund-Art, die Kunst der Volkssprache Teil 2 (zusammen mit Günter Schmitt), Logos-Verlag, 1994
- Heimat. Eine Mundartanthologie. Logos-Verlag, Saarbrücken 1995 (zusammen mit Günter Schmitt)
- Bosener Skizzen. Logos-Verlag, Saarbrücken 1995 (zusammen mit Günter Schmitt)
- Geschaffd-gelääbd. Mundartgedichte. CJM-Verlag, Speyer 1994.
- Ganz äänfach. Gudd druff. PVS-Edition, Heusweiler 1996, 1. und 2. Auflage
- Bosener Wege. PVS-Edition, Heusweiler 1996 (zusammen mit Günter Schmitt)
- Dibbe und Labbes. PVS-Edition, Heusweiler 1997 (als Herausgeber zusammen mit Günter Schmitt)
- Bosener Begegnungen. PVS-Edition, Heuswweiler 1998 (zusammen mit Günter Schmitt)
- Völklingen bittet zu Tisch. VHS-Edition, Völklingen 1998 (Die Flemm, Neuauflage, Lehnert-Verlag Saarbrücken April 1999, 2. Auflage November 1999)
- Völklingen & Forbach bitten zu Tisch. Edition VHS Völklingen 1999.
- Bosener Bilder. PVS-Edition, Heusweiler 1999 (zusammen mit Günter Schmitt)
- Hausgeheischnis. Erzählungen und Kurzgeschichten. PVS Edition, Heusweiler 2000.
- Bosener Augenblicke, PVS Edition, 2001, „Gaa kää Probleem“ Glossen, Satiren, Mundarttexte PVS-Edition 2003,
- Audio-CD zum Buch „Gudd druff“ (CMO/Zyx Hoer 7113), 2 CDs. veröffentlicht 2006
- „Am Abend wird es still am Köllerbach“, Texte der Literatissimo-Gartenlesungen, PVS-Edition Heusweiler, Mai 2009
- „Saa, was de willschd“ Mundart-Kolumnen, PVS-Edition Heusweiler, Oktober 2012
- „Guten Morgen, du A........!“ Hinter den Kulissen der Schulwirklichkeit, PVS-Edition Heusweiler, August 2014
- „Òòmends schbääd“ Saarländische Nachtgedanken, CD-Produktion Mundart mit Musik, Verlag Schneider-Wahl St. Ingbert Oktober 2014
- „VHS-Mundart-Treff“ Ergebnisse eines Literatur- und Schreibseminars der VHS-Völklingen, BOD Norderstedt, November 2015
- "Òòmends schbääd – saarl. Nachtgedanken Vol2 (13 neue Òòmends-schbääd-Geschichten und 3 Mundartgedichte), Verlag Schneider-Wahl St. Ingbert, Oktober 2016
- „Skizzenbuch- mit Zeichenstift und Aquarellpinsel unterwegs im Saarland“, Edition Bucherbach, 76 Seiten, 2018
- „Saarlandfarben – Über den Charme des Landes und vom Glück, im Saarland leben zu dürfen.“  (Essays, Gedichte, Aquarelle), Edition Schaumberg, 206 Seiten, 2018
- Impressionen z. B. Muggenbrunn, Im Schwarzwald unterwegs mit Zeichenstift und Aquarellpinsel!, Aquarelle, Skizzen, Gedichte, 80 Seiten, davon 41 farbig, Edition Bucherbach, ISBN 978-3-7494-0956-3
- Das Saarlouiser Herz 2020 Edition Schaumberg
- Dòò bischde Pladd, Mundarttexte, Edition Bucherbach, Püttlingen
- Der Dichter und sein virtueller Sohn, Kurzgeschichten und Kolumnen, Edition Bucherbach
- Ein Stück Saarbrücker Glück – Spaziergänge links und rechts der alten Brücke, 88 Seiten, zahlreiche Aquarelle, ISBN 978-3-347-88415-1
- „Am Mittag döst die Sonne in den Kuhlen“, Gedichte über Dorf und Stadt, über Nähe und Ferne, 88 Seiten, illustriert mit Aquarellen und Skizzen, Edition Bucherbach, ISBN Hardcover 978-3-384-04392-4
- "Die Nacht gehört dem Platz allein", Essays, Skizzen und Kolumnen, Edition Bucherbach 2025,  Softcover ISBN 978-3-384-11714-4, auch als Hardcover erhältlich unter ISBN 978-3-384-11715-1.

Aufsätze
- Zeitschriftenbeiträge literarischer Art in Deutschland, Österreich und der Schweiz, u. a. ständig in Saarbrücker Bergmannskalender, Jahresbuch 1985 bis 2012,
- TOP-Saarland, Zeitschrift, ständige Kolumne 1995–2005
- Ständige Kolumne in der Saarbrücker Zeitung von Juni 2005 bis Januar 2015 und ab Februar 2017-